# Malaika Firth
Malaika Firth (23 de marzo de 1994) es una modelo keniata-británica. Firth atrajo atención en 2013 cuando fue contratada como la primera africana/mestiza en casi 20 años en aparecer en un anuncio de Prada.

## Carrera
Firth fue animada por su madre a intentar seguir una carrera de modelo, después de ver un episodio de "The Model Agency", en el que figuraba un documental de Premier Model Management. Su madre llamó a la agencia y organizó una entrevista con ellos. La entrevista fue un éxito y Firth fue contratada.
Empezando su carrera a los 17, Firth empezó a modelar internacionalmente: Hizo su debut en la pasarela del New York Fashion Week de 2012 para Odilon. Ganó atención en la industria de la moda tras desfilar en el evento de Prada primavera/verano 2014 y protagonizar la campaña de otoño 2013 de la misma marca, en la que también aparecían Christy Turlington, Catherine McNeil, Cameron Russell, Freja Beha Erichsen,  Fei Fei Sun y Rachel Williams y fue filmada por Steven Meisel. Con este hecho fue la primera modelo de color en participar en una campaña de Prada en 19 años. La última modelo en hacerlo había sido Naomi Campbell para la campaña de otoño 1994.
Mientras, Firth experimentó éxito en la pasarela al desfilar en más de 40 eventos, incluyendo Jean Paul Gaultier, Bottega Veneta, Marc Jacobs, Kenzo, Dolce & Gabbana entre otros.  En noviembre de 2013 desfiló en el Victoria's Secret Fashion Show.
Para la campaña primavera/verano 2014, Firth fue contratada para las campañas de Valentino, Burberry y Prada por segunda vez consecutiva.